# Monica Rolfner
Monica Rolfner, född 15 november 1958, är en svensk manusförfattare. 
Rolfner har bland annat skrivit manus till filmen Tomten är far till alla barnen. Hon medverkade även som statist, "damen på bussen" i filmen. Nyinspelningar av Tomten är far till alla barnen har gjorts två gånger: i Tyskland 2007, Meine Schöne Bescherung, och i Frankrike 2014, Divin Enfant. I mars 2015 hade I nöd eller lust premiär, med originalmanus av Rolfner.
Den 15 november 2024 hade scenshowen Tomten är far till alla barnen premiär på Cirkus i Stockholm. Den var succé både kritiker- och publikmässigt. Det gavs 44 föreställningar.
Manus bygger på Monica Rolfners originalmanus och är bearbetat av Rikard Bergqvist, som även skrev musik/texter och regisserade. Producenter var Lifeline.
I rollerna: Linus Wahlgren, Liv Mjönes, Eva Röse, Fredrik Hallgren, Anton Lundqvist, Magnus Betnér, Julia Dufvenius, Clara Henry, Maia Hansson Bergqvist, Jakob Setterberg och Inez Dahl Torhaug.
Idag jobbar hon i kollektivtrafiken.

## Filmmanus i urval
- 1999 – Tomten är far till alla barnen
- 2015 – I nöd eller lust